# 文昌帝君

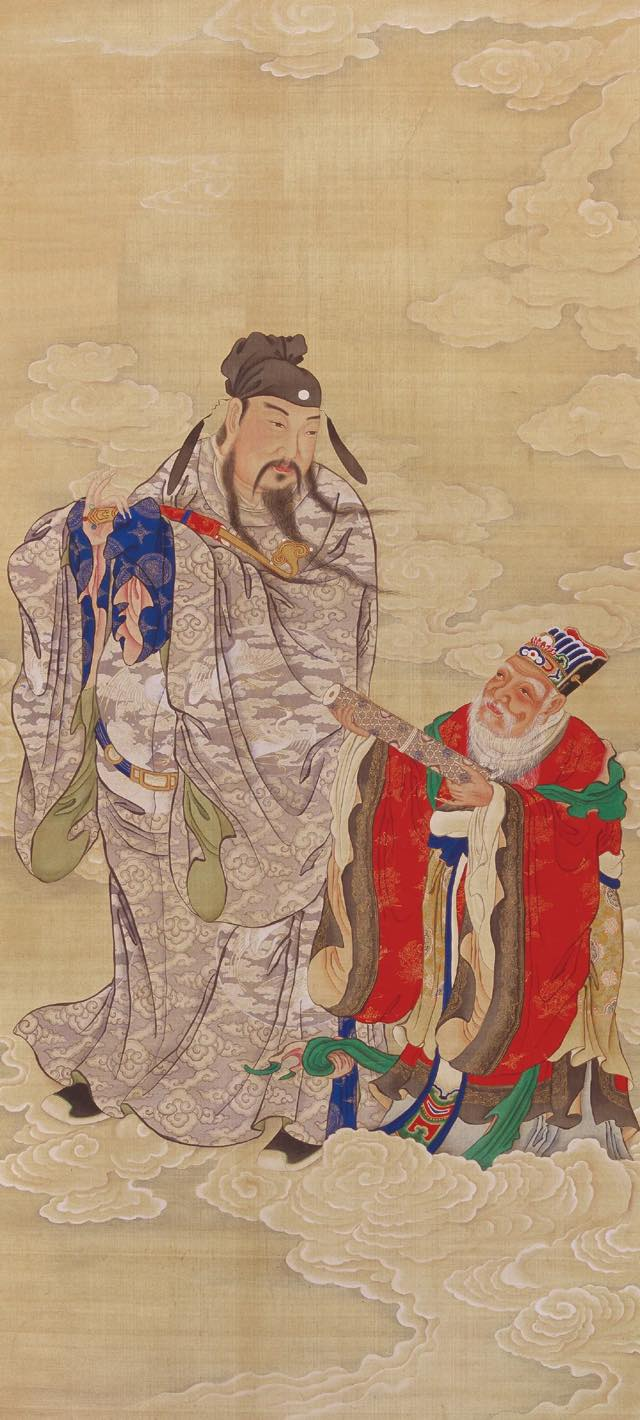
文昌梓潼帝君畫像(北京白雲觀藏)

文昌帝君，或稱文昌梓潼帝君、文昌君，道教全稱「 九天定元保生扶教開化主宰長樂永祐靈應大帝 」、「談經演教消劫行化更生永命天尊」、或稱「七曲靈應保德宏仁大帝」、「更生永命天尊」、「九天輔元開化主宰」、「 救苦無礙寶光純一天尊 」等，是掌管文運與世人科舉考試的神祇，與魁斗星君、朱衣星君、孚佑帝君、關聖帝君，合稱為「五文昌」。

## 封號
唐玄宗封左丞相、唐僖宗封濟順王並賜尚方寶劍，宋真宗封為英顯武烈王，宋光宗封為忠文仁武孝德聖烈王，宋理宗封為神文聖武孝德忠仁王。元仁宗封為輔元開化文昌司祿宏仁帝君。
中國有「北孔子、南文昌」之說，可見南方文昌帝君信仰之盛。

## 道經記載
《元始天尊說梓潼帝君本願經》之中，元始天尊向慈濟真人形容帝君：「歷億千萬劫，現九十餘化，念念生民，極用其情，是以玉帝授之如意，委行飛鸞，開化人間，顯跡天下。」帝君心懷眾生，且受玉皇上帝委任，授之如意飛鸞開化，故文昌帝君之塑像、畫像等，多手捧如意，以開化人間，顯跡天下。
《元始天尊說梓潼帝君應驗經》提到梓潼帝君的職司為：「居昊天之佐，齊太乙之尊，名高南極，德被四方，掌混元之輸迴，司仕流之桂祿，六籍並考，五嶽具聞。」並為此有詩句解釋：「桂祿籍汝司，文章為汝全。若要登仕徑，賴汝為衡權。」說明文昌帝君執掌天上文昌府桂籍；天下士人之功名利祿；此外帝君也具有「混元內輔三清內宰大都督府，都統三界陰兵，行便宜事，管天地水三界獄事，收五嶽四瀆真形虎符龍券，總諸天星曜、判桂祿二籍、上仙英顯元皇真人、司禄職貢舉真君，預編修飛仙列籍，掌混天造化輪迴」之職。
《梓潼帝君化書》說明文昌帝君自周朝起前後總共九十八化，並強調不可食葷、殺害眾生，特別嚴禁食用牛肉。「一切眾生皆有佛性，凡食牛肉者，上天有太牢星，地下有太牢山，專治食牛之人，受苦萬劫，殺牛之人，萬劫無赦，多遭疫癘而死。」因此禮敬文昌帝君之人皆需要對牛肉禁口。
《高上大洞文昌司祿紫陽寶籙》則概述文昌帝君之經歷和聖誕之日：「帝君張姓諱亞，上應張翼二宿，生於周初昊會之地，以二月三日聖誕。」並提到帝君統領文昌六星「文昌上將真君，文昌次將真君，文昌貴相真君，文昌司命真君，文昌司祿真君，文昌司中真君」及一眾文昌仙官、星君、騎吏等。

## 源流

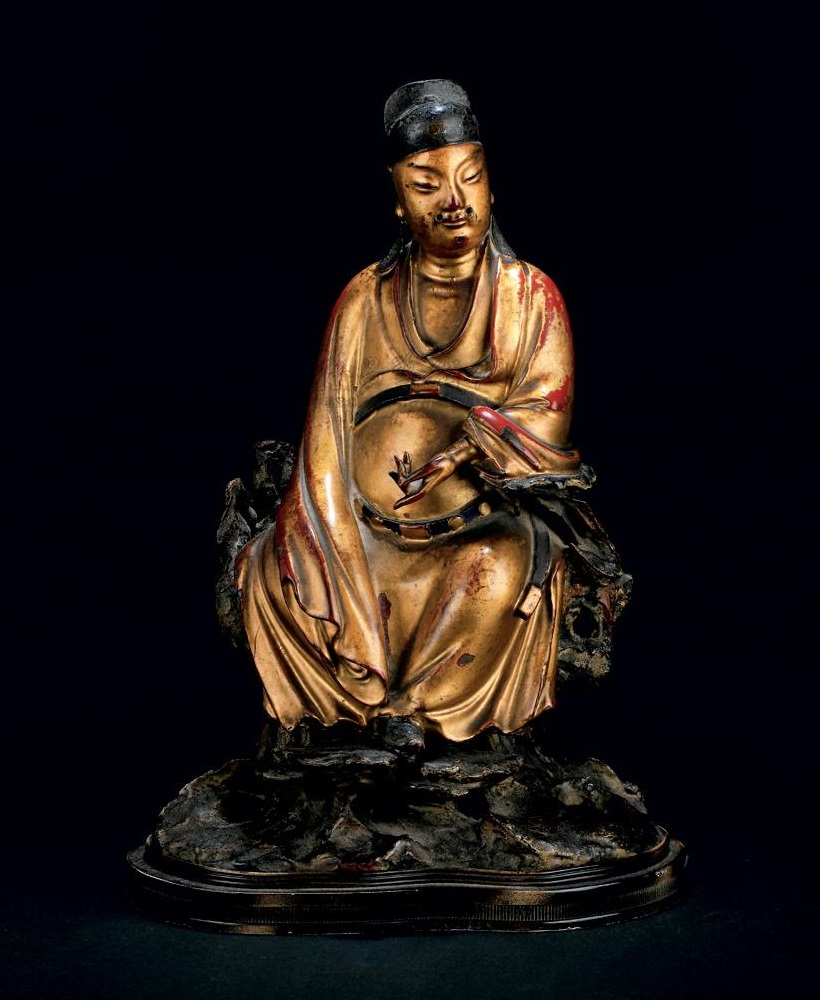
清初铜铸文昌帝君漆金造像

### 蜀王張育
東晋寧康二年（374年），蜀人張育起兵抗擊前秦苻堅，自立為蜀王，英勇戰死。蜀人在梓潼七曲山大庙建張育祠。

### 張亞子
《華陽國志》記梓潼縣有「善板祠」，供張亞子。《太平寰宇記》又記有張亞子顯靈的故事。張亞子曾經在長安見到姚萇，張亞子對他說：“九年後，君當入蜀，若至梓潼七曲山，請君來找我。”。《十六國春秋輯補·後秦錄》則說，姚萇於前秦建元二年（366年）果然來到七曲山，見到一神人，神人說：「回秦地去罷！秦地無主，君主大概就是您罷！」姚萇請問那神人的姓名，神人說他叫「張亞子」，說罷就不見了。姚萇回到秦地後果然建立后秦，登基稱帝，于是就在秦地立「張相公廟」以祀張亞子。
傳說張育死後在梓潼七曲山中建祠，後來與同座山的張亞子祠相混，而事迹附会到梓潼神身上。

### 蜀王、梓潼神、文昌星信仰混合

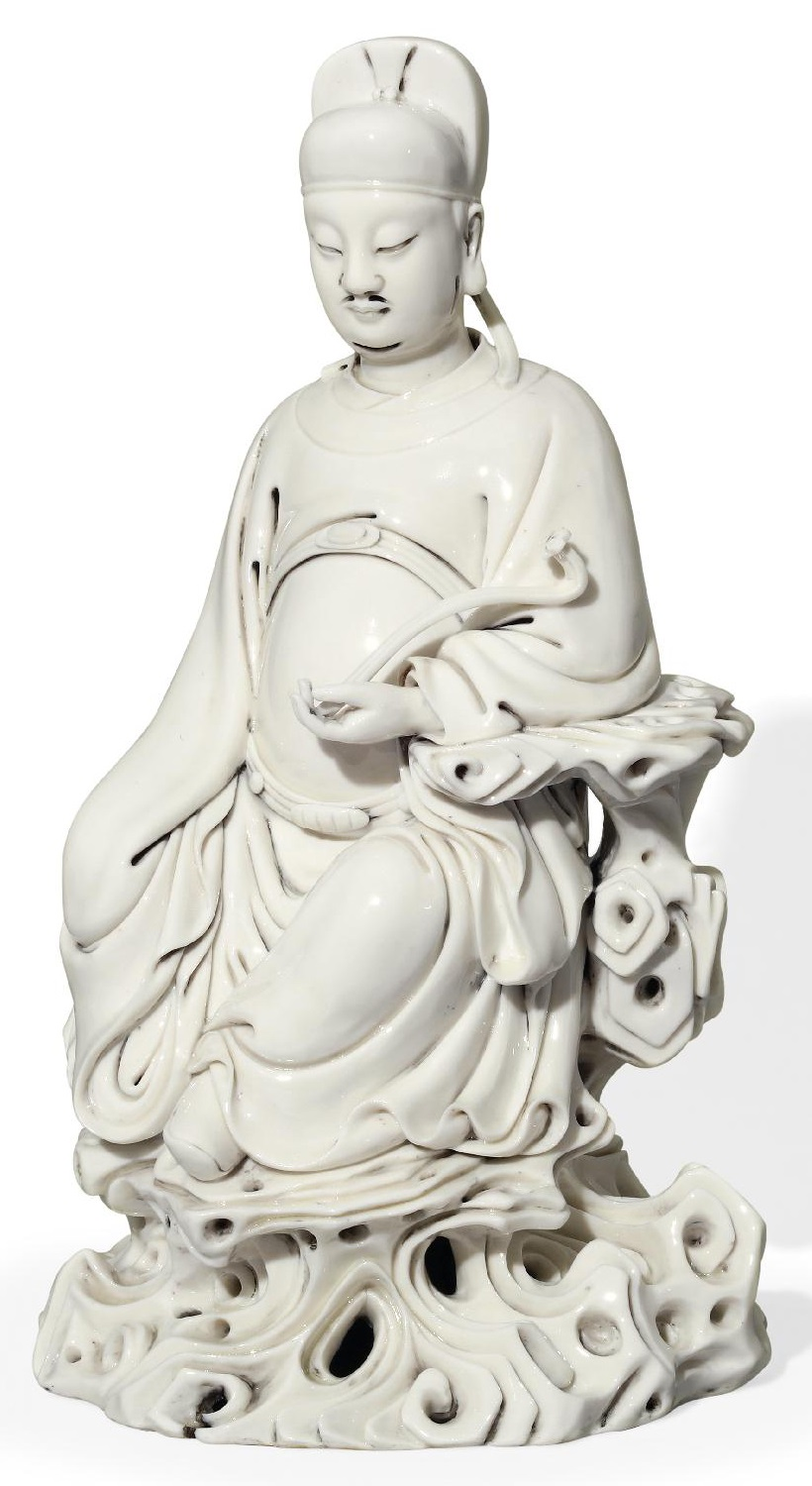
明德化何朝宗作文昌帝君坐像

梓潼神在蜀地靈驗之下，宋朝帝王多有敕封，如宋真宗封為英顯武烈王，宋光宗時封為忠文仁武孝德聖烈王，宋理宗時封為神文聖武孝德忠仁王。
元仁宗延祐三年（1316年）終於正式詔封張亞子為輔元開化文昌司祿宏仁帝君。於是梓潼神張亞子遂被稱為文昌帝君，與文昌星信仰完全合併。《明史》禮志稱，「梓潼帝君，姓張，名亞子，居蜀七曲山，仕晋戰歿，人為立廟祀之」。
《文昌帝君陰騭文》稱，文昌帝君曾一十七次化身人間，世為士大夫，為官清廉，從未酷民，同秋霜白日之高潔不可侵。「濟人之難，救人之急，憫人之孤，容人之過，廣行陰騭，上格蒼穹」。因此，天帝命文昌帝君掌天曹桂籍文昌之事。凡人間之鄉舉里選，服色祿秩，封贈奏予等等，都歸文昌帝君管理。

## 造像與陪祀神座騎

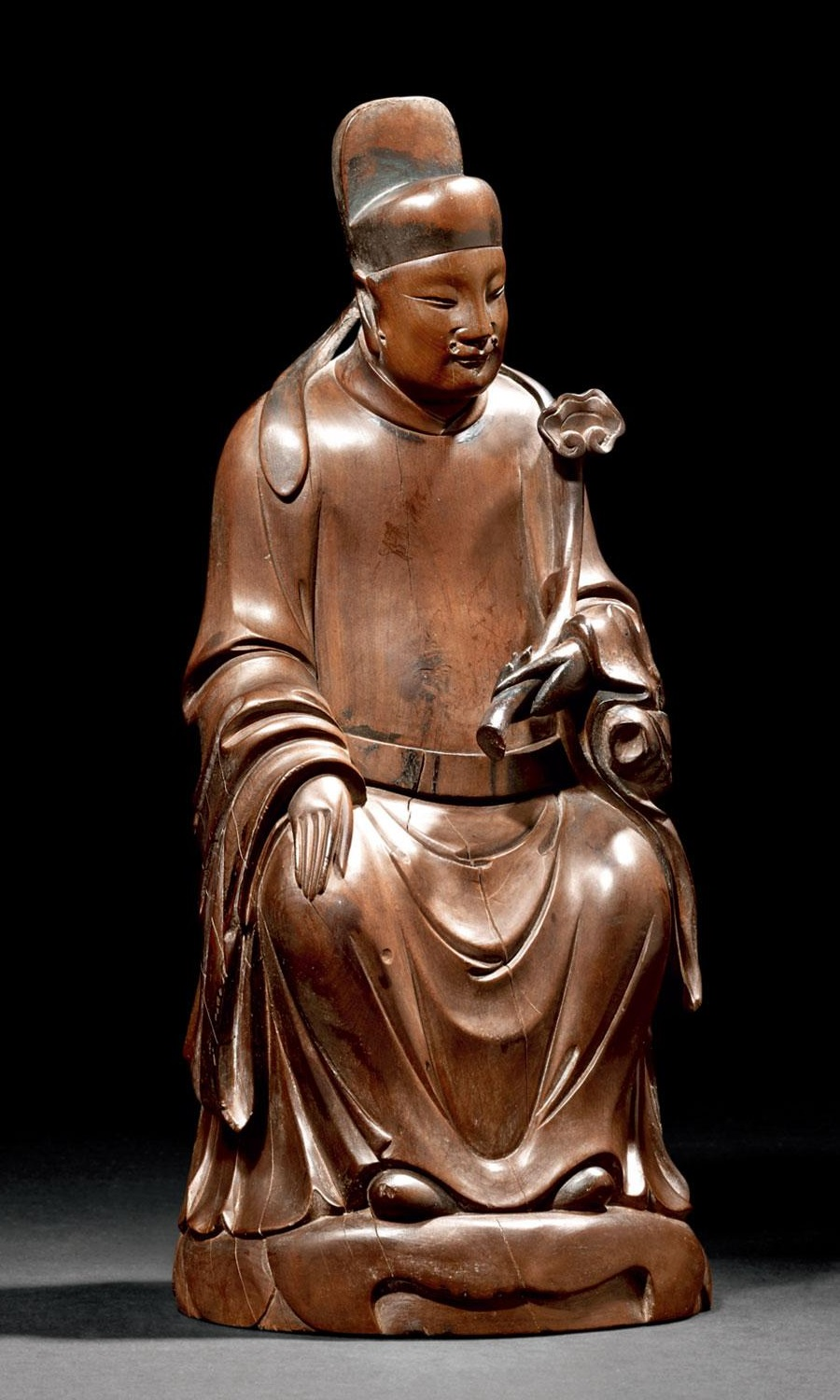
明代黄杨木雕文昌帝君坐像

一般文昌帝君以文官大臣面貌出現，持玉板或如意，亦有持筆、持書、持扇、甚至執拂塵的造型。新莊文昌祠有文昌帝君作為儒生模樣，戴笠乘祿馬趕路的造型。
道教中，其陪祀神為「天聾」、「地啞」兩位書僮打扮的神祇，一人持毛筆，一人持簿冊。代表著「天機不可洩漏」、「文運人不能知」、「文人須謙卑少言」等意義。《歷代神仙通鑑》曰：「梓潼真君道號六陽，每出駕白騾，隨二童，曰天聾、地啞。真君為文章之司命，貴賤所繫，故用聾、啞於側，使其知者不能言，言者不能知，天機弗洩也 。」這裏還提到了文昌帝君駕「白騾」。

## 出生地
四川越巂是文昌帝君張亞子的誕生地，亦是其故鄉。其影響深遠，歷史悠久。據統計各地建造的文昌宮、閣、樓、殿，數以千計，遍佈中國大陸、港澳和臺灣、東南亞一帶。
據《越西廳志》載：「張亞子晉太康八年，七十一化降生在中所盧林溝的張老夫婦家中，後勤學苦練，羽化成神」。張亞子出生地--越西中所水鎮：古時水觀音泉邊山崖上，生長有一株婆娑古樹，開的花兒如　桃花，春天嫣紅，秋天翠碧，掩映著水潭。此樹人們稱血滕樹，傳說枝條折斷後，帶淌出血漿樣的汁，甚是奇異。樹的石崖另有一處刻字「勝景清絕」。
越西金馬山上曾留有勝跡「紫府飛霞洞」、「上馬石」等。上馬石石上曾留有腳印，據說是踏石，上「驢特」留下的印跡。石上鐫刻有「文昌勝跡」四字。另刻字「泉湧月明」相傳為帝君親書。又有鐫字於帝君賞憩處：「金闕化身」守「泉湧月明」數字。

## 相關著作
《文昌帝君陰騭文》簡稱“陰騭文”，是一篇駢文，以文昌帝君本人的口吻來講述其化身與訓示，列舉古代士人行善得福的事例，說明善有善報、惡有惡報，「近報則在自己，遠報則在兒孫」的因果報應，勸人行善積德。在清代，《文昌帝君陰騭文》與《太上感应篇》及《關聖帝君覺世真經》合稱「三聖經」。
清代人認為陰騭文作於宋代，如朱珪校定的《陰騭文注》認為「《陰騭》有宋郊之事，當作于宋代」。現代學者認為是明末，如日本學者酒井忠夫《陰騭文の戎立につぃて》考證認爲《文昌帝君陰騭文》撰於明末，作者爲民間知識份子。

## 文昌帝君寶誥
文昌帝君之聖誥為讚頌帝君之經歷，誠心念誦必有感應。

梓潼誥:「至心皈命禮。不驕帝境。玉真慶宮。顯九十八化之行藏。現億千萬種之神異。飛鸞開化于在在。如意救劫于生生。至孝至仁。功存乎儒道釋教。不驕不樂。職盡乎天地水官。功德難量。威靈莫測。大悲大願。大聖大慈。九天輔元開化主宰。司祿職貢舉真君。七曲靈應保德宏仁大帝。談經演教消劫行化更生永命天尊。」

## 奉祀

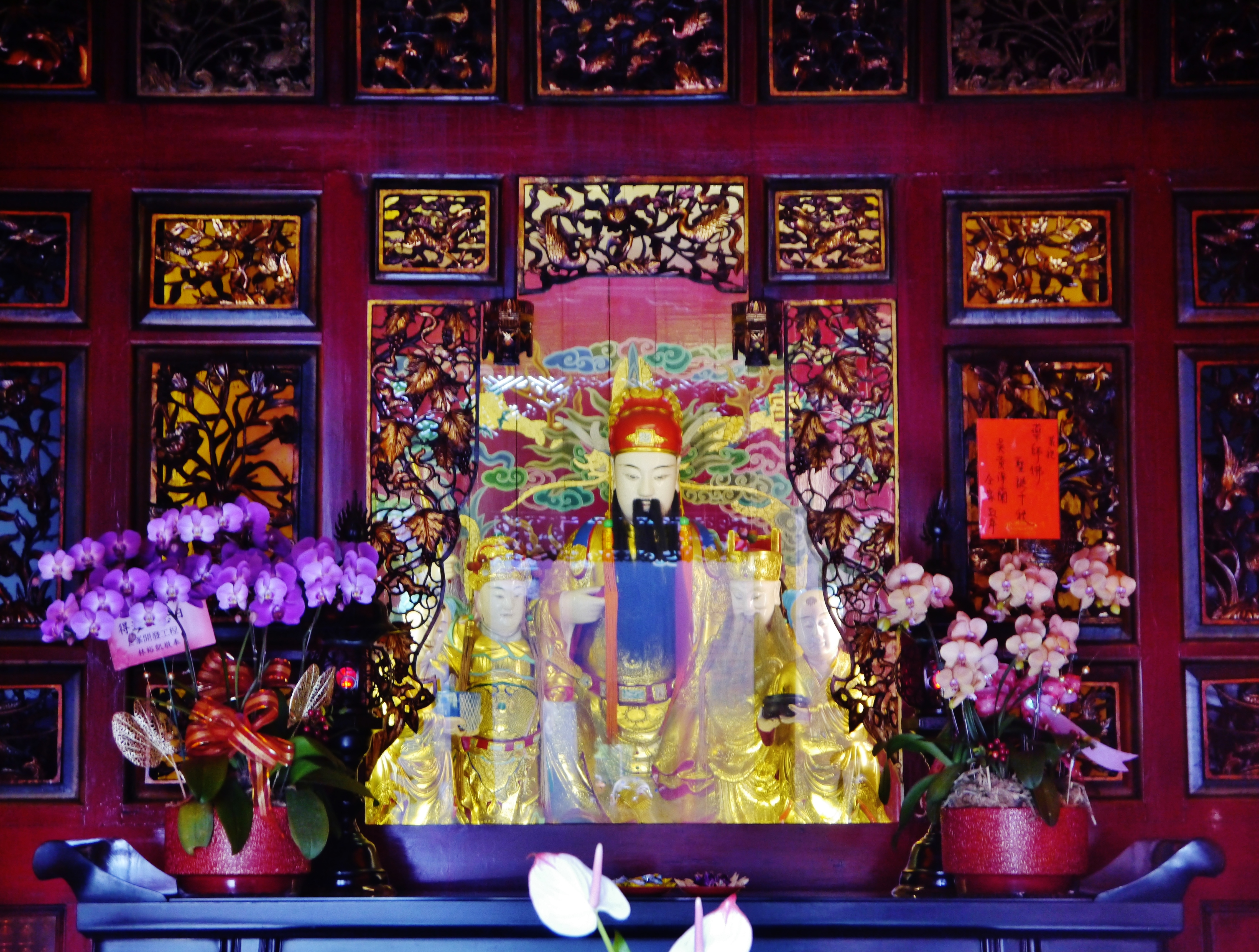
台灣台北市艋舺龍山寺文昌帝君殿

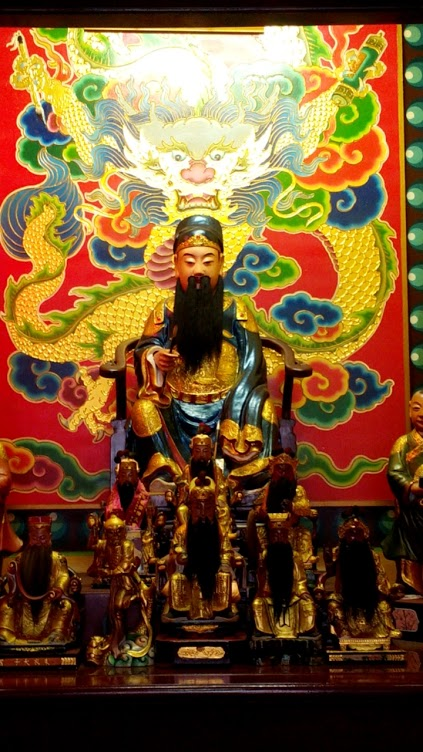
台灣桃園市文昌帝君聖像

元明以後，隨著科舉制度的規模化和制度化，對於文昌帝君的奉祀也漸普遍。各地都建有文昌宫（梓潼宮）、文昌閣或文昌祠等等，其中以四川梓潼七曲山的七曲山文昌宮規模最大。
明末萬曆帝甚至在京師敕建燕京梓潼宮，供入京計偕的舉人禮拜求福。入清之後，不僅於各大都會，鄉間書院和私塾也都供奉文昌香火或神像、神位，其間雖時有興廢，但因文章司命，是世人貴賤所繫，所以一直奉祀不衰。舊時每年農曆二月初三日為文昌帝君神誕之日，公家和當地文人學士都要到供奉文昌帝君的廟宇奉祀，或吟詩、作文，舉行文昌會。

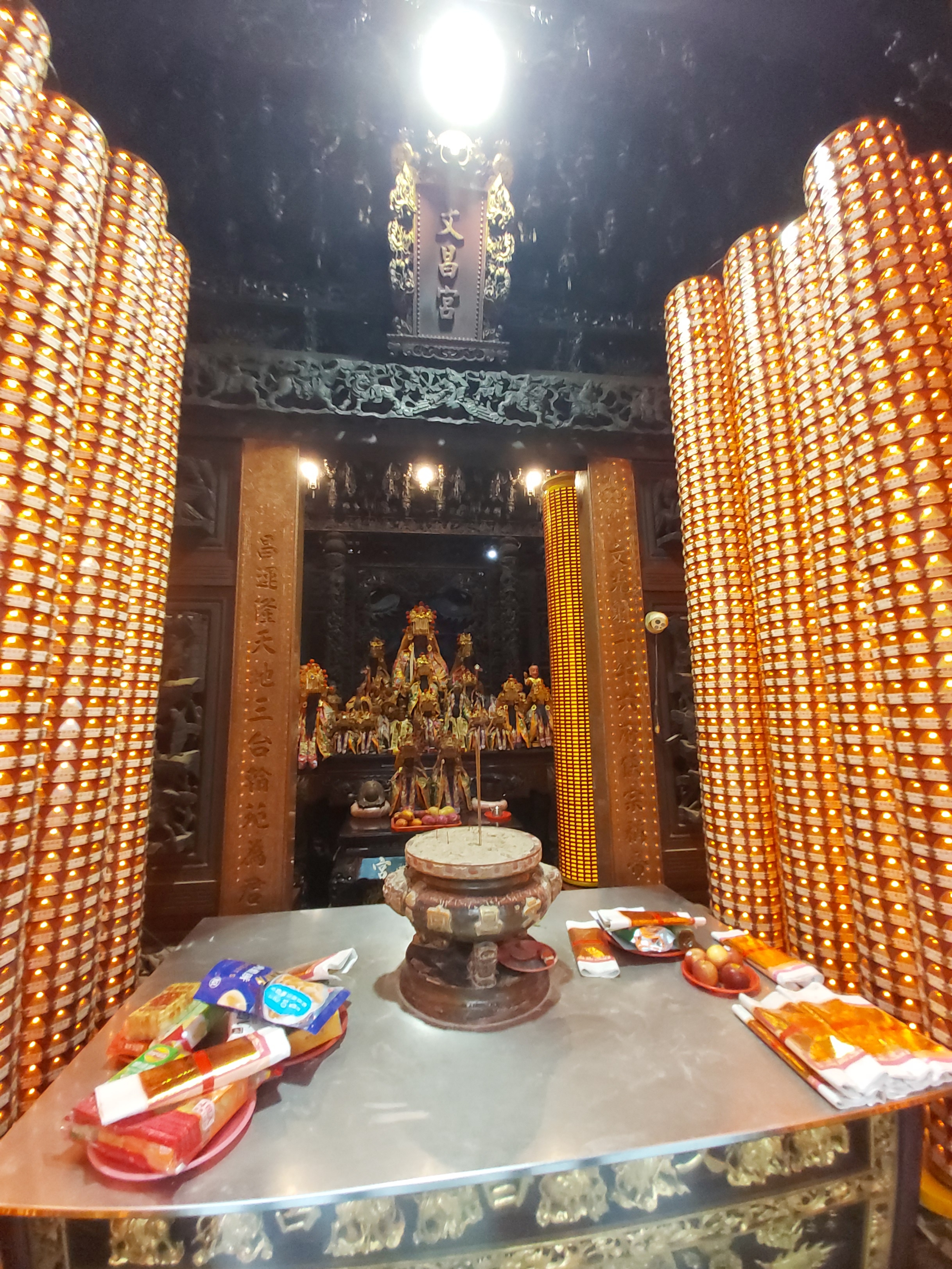
台北市文昌宮文昌帝君聖像

在臺灣，文昌信仰廣布，或因應考生應試祈願之需要，一般具規模的大型廟宇通常設有文昌殿，或配祀文昌帝君。

## 主祀廟宇

##### 山西省
- 大同帝君庙

##### 宜蘭縣
- 宜蘭文昌廟

- 傳統藝術中心文昌祠（文化部管理）

##### 臺北市
- 台北市文昌宮

- 樹人書院文昌祠

##### 新北市
- 枋橋街文昌廟
- 芝山巖惠濟宮文昌祠（原八芝蘭芝山文昌祠）

- 板橋大觀書社
- 新莊文昌祠
- 中和行德宮

##### 桃園市
- 桃園文昌宮

##### 新竹縣
- 芎林文林閣
- 新埔文昌祠
- 關西文昌祠（關西圖書館三樓）

##### 苗栗縣
- 苗栗文昌祠
- 西湖宣王宮（原雲梯書院）

##### 臺中市
- 磺溪書院

- 大甲文昌祠
- 清水紫雲巖文昌殿（原鰲峰書院文昌祠）

- 北屯文昌廟

- 南屯文昌公廟

- 東勢文昌廟

##### 彰化縣
- 員林興賢書院
- 北斗奠安宮文昌殿（原東螺保螺青書院）
- 和美道東書院

- 鹿港文武廟

##### 南投縣
- 藍田書院

- 集集明新書院
- 魚池瓊文書社
- 伊達邵明德宮（原正心書院）
- 登瀛書院
- 竹山文武聖廟克明宮文昌桂宮（原竹山文昌祠）

##### 雲林縣
- 西螺振文書院
- 麥寮拱範宮文昌殿（原麥寮彰德祠）
- 土庫順天宮文昌殿（原虎尾鍾毓社祠）
- 褒忠萃英宮
- 北港聖安宮

##### 嘉義縣
- 新港奉天宮文昌殿（原登雲書院文昌祠）

##### 嘉義市
- 嘉義鎮南聖神宮（原嘉義文昌閣）

##### 臺南市
- 將軍天心社正義堂

- 麻豆文昌祠
- 白河店仔口福安宮文昌祠（白河店仔口文昌祠）

- 臺南孔廟文昌閣

- 虎頭埤文昌廟

- 灣裡二天府明新書院崇德堂

##### 高雄市
- 鳳儀書院文昌祠

- 鳳邑誠心社明善堂
- 林園文昌宮

- 美濃文昌宮
- 林園三張廍文昌宮
- 內門萃文書院

##### 屏東縣
- 九如三合宮

##### 花蓮縣
- 花蓮行德宮

- 壽豐鄉文昌帝君廟

##### 其他
- 四川七曲山大庙（祖庙）

- 香港東華三院文武廟（東華三院管理）
- 香港梅窩文武廟
- 香港大埔文武二帝廟

## 外部連結
- 紫雲宮 文昌帝君
- 瞻雲宮 文昌帝君 （页面存档备份，存于）

### 引用
1. ↑  . ctext.org.   [2025-01-27] （中文（臺灣））.
2. ↑  . www.ctcwri.idv.tw.   [2025-01-26]. （原始内容存档于2004-12-18）.
3. ↑  . ctext.org.   [2025-01-28] （中文（臺灣））.
4. ↑  . www.ctcwri.idv.tw.   [2025-01-27].
5. ↑  . a.daorenjia.com.   [2025-01-27].
6. ↑  .   [2020-09-11]. （原始内容存档于2021-03-09）.
7. ↑  . ctext.org.   [2025-01-27] （中文（臺灣））.
8. ↑  . zh.wikisource.org.   [2025-01-26] （中文（繁體））.
9. ↑  . www.donglishuzhai.net.   [2025-01-27].
10. ↑  . zh.wikisource.org.   [2025-01-26] （中文（繁體））.
11. ↑  . zh.wikisource.org.   [2025-01-26] （中文（繁體））.
12. ↑  . ctext.org.   [2025-01-26] （中文（臺灣））.
13. ↑  . ctext.org.   [2025-01-26] （中文（臺灣））.
14. ↑  . zh.wikisource.org.   [2025-01-27]. （原始内容存档于2024-10-27） （中文（繁體））.

和裕出版社
《文昌帝君陰騭文》 （页面存档备份，存于）Q005之1

## 外部連結
维基共享资源上的相關多媒體資源：文昌帝君